# Bartlett (Nuevo Hampshire)
Bartlett es un pueblo ubicado en el condado de Carroll en el estado estadounidense de Nuevo Hampshire. En el Censo de 2010 tenía una población de 2.788 habitantes y una densidad poblacional de 14,29 personas por km².

## Geografía
Bartlett se encuentra ubicado en las coordenadas 44°4′37″N 71°13′16″O / 44.07694, -71.22111. Según la Oficina del Censo de los Estados Unidos, Bartlett tiene una superficie total de 195.04 km², de la cual 193.93 km² corresponden a tierra firme y (0.57%) 1.11 km² es agua.

## Demografía
Según el censo de 2010, había 2.788 personas residiendo en Bartlett. La densidad de población era de 14,29 hab./km². De los 2.788 habitantes, Bartlett estaba compuesto por el 97.74% blancos, el 0.29% eran afroamericanos, el 0.25% eran amerindios, el 0.43% eran asiáticos, el 0% eran isleños del Pacífico, el 0% eran de otras razas y el 1.29% pertenecían a dos o más razas. Del total de la población el 0.9% eran hispanos o latinos de cualquier raza.